# 张诚 (足球运动员)
张诚 （1989年6月28日—），中国足球运动员，出生于天津市，现效力于中甲球队苏州东吴。

## 俱乐部生涯
2008年，在试训天津泰达和京铁火车头接连失败后，张诚加入中乙球队天津松江。 在权健接手俱乐部后，虽然球队大力引援，他仍然占有一席主力位置，并随球队在2016赛季以中甲冠军身份升入中超。2017年3月4日，张诚在客场0–2不敌广州富力的比赛中，完成中超首秀。 2018年3月，在天津权健对阵全北现代汽车的亚冠背靠背小组赛中，张诚均取得进球。